# Colibrí amazília encantador
El colibrí amazília encantador (Polyerata decora) és una espècie d'ocell de la família dels troquílids (Trochilidae) que habita la selva humida i bosc obert del vessant centreamericà del Pacífic, al sud-oest de Costa Rica i l'extrem occidental de Panamà.